# Torre Solaria
A Torre Solaria é um arranha-céu residencial da cidade de Milão, na Itália.

## História
Projetada pelo escritório Arquitectonica de Miami, a torre foi construída em 2013.

## Descrição
Situada no distrito de Porta Nuova, em Milão, a torre tem 143 metros de altura e 37 andares, sendo o arranha-céu residencial mais alto da Itália.
O edifício possui uma planta com três alas distintas que se estendem a partir de um núcleo central, que funciona como principal elemento estrutural e de distribuição.